# 아이칼리
《아이칼리》(iCarly)는 2007년 9월 8일부터 2012년 11월 23일까지 니켈로디언에서 방영되었던 시트콤이다.
출연자는 '칼리 셰이' 역의 미란다 코스그로브, '샘 퍼켓' 역의 제넷 매커디, '프레디 벤슨' 역의 네이선 크레스, '스펜서 셰이' 역의 제리 트레이너가 맡았다. 칼리, 샘, 프레디는 아이칼리라는 인터넷 방송을 하면서 일어나는 소동과 사건을 그리고 있다.

## 출연

### 주연
칼리 셰이 (Carly Shay)
칼리 셰이(미란다 코스그로브 분, 한국판 성우 - 박지윤)는 자신의(두 친구 샘 퍼켓과 프레디 벤슨의 도움을 받아서) 인터넷 방송 《아이칼리》에 출연하고 있는 대담한 14살 소녀이다. 그녀는 26살의 오빠 스펜서와 함께 시애틀에 살고 있다. 아버지는 해군이고 잠수함부대에 배치되어 있고 할아버지는 야키마에 살고 있다. 칼리는 평범한 십대 소녀이며 명성에 관해서는 생각해 본 바가 없다. 샘이 프레디를 골릴때는 프레디를 편들기도 하고 샘에게는 말썽을 그만 부리라고 늘 충고한다. 칼리는 자신에 대한 프레디의 호감을 알고 있지만 어깨를 으쓱할 뿐이다. 그녀의 성격은 차분하고 평화롭지만 한번 화가 나면 큰소리를 지르는 경향이 있다. 칼리는 매우 정직하며 누군가에 대해 거짓말하는 것을 매우 싫어한다.
사만다 퍼켓 (Samantha Puckett)
사만다 퍼켓 (제넷 매커디 분 한국판 성우 - 문남숙) 은 애칭으로 샘이라고 불리며 현재 친구 칼리 셰이, 프레디 벤슨과 함께 리지웨이 중학교를 다니며 아이칼리를 진행하고 있다. 독특한 엄마 밑에서 고생을 하지만 모전녀전으로 샘도 상당히 독특한 사고방식과 남다른 유머감각을 가지고 있다. 칼리, 프레디와 같이 칼리네 집에서 노는 걸 좋아하며 프레디나 학교 남자아이들 약올리기를 취미로 삼고 있다. 특히 프레디와는 만날 티격태격하는 사이지만 마음속으로는 프레디를 굉장히 소중하게 생각한다.
프레드워드 벤슨 (Fredward Benson, 애칭: 프레디 벤슨)
프레드워드 벤슨 (네이단 크레스 분, 한국판 성우 - 조현정)은 애칭으로 프레디라고 불리며 샘에게 항상 당하고 사는 불쌍한 소년이다. 칼리, 샘과 같이 리지웨이 중학교를 다니면서 아이칼리의 엔지니어를 맡고 있으며 엄청난 기계광이다. 가끔 바보같은 모습을 보일 때도 있지만 누구보다도 진지하게 칼리를 좋아한다. 뾰족하거나 날카로운 것을 싫어하고 집안에 앰뷸런스가 들어갈 것 같은(샘 왈)구급상자를 항상 구비해두고 있으며 프레디에게 두 달에 한번 진드기 샤워를 시키고 오이에 저지방 요거트를 넣은 이상한 간식들을 만들어 프레디에게 주며 아들(프레디)의 건강을 심각하게 신경 쓰는 엄마 밑에서 고생 중이다.(어떨 땐 엄마에게 끌려서 같이 싱크로 나이즈 수업을 받으러 간 적도 있다.)
스펜서 셰이 (Spencer Shay)
스펜서 셰이(제리 트레이너 분, 한국판 성우 - 김장)은 칼리의 26세 철없는 오빠이다. 현재 칼리와 같이 살고 있으며 항상 폐품이나 장난감들을 이용해서 독창적인 예술품을 만들기가 취미이다. 그래서 그런 이유로 아이칼리에 자주 출연한다. 그러나 요리솜씨가 뛰어나 칼리는 스펜서가 만든 타코를 너무나 좋아한다. 칼리 친구 프레디와 잘 통하는 사이이며 남자로서 같이 할 이야기를 같이 하기도 한다.
기비 깁슨 (Gibby Gibson)
기비 깁슨(노아 먼크 분)은 주인공 칼리,샘,프레디의 친구이다. 기비는 프레디와 같이 샘에게 항상 당하며, Guppy(거피)라는 남동생이 있다. 흥분하거나 신날 때 습관적으로 옷을 벗는다.
(시즌 1~3까지는 조연이었고, 시즌 4부터는 주연이 되었다.)

### 조연
마리사 벤슨 (Marissa Benson)
프레드워드 벤슨의 어머니이다. 홀로 프레디를 키우는 과부이며, 외동 아들 프레디를 지극정성으로 보살핀다.
루버트 슬라인 (Lewbert Sline)
칼리와 프레디가 사는 아파트의 경비원이다. 그는 얼굴에 그의 보물 1호인 큰 사마귀가 났다.
네블 패퍼맨 (Nevel Papperman)
네블로시티 웹사이트의 운영자이다.
칼리에게 키스해 달라고 말했다가 거절당하자 아이칼리를 괴롭힌다.
티보 (T-Bo)
아이칼리 아이들이 자주 가는 스무디 가게의 점원으로, 항상 특이한 음식을 만들어 아이들에게 팔려고 한다.
샘과 프레디에게 거부를 당하기도 하지만 성격이 좋아 잘 웃어넘긴다.
사코 (Socko)
스펜서의 단짝친구로 스펜서와 죽이 잘 맞아 이상한 물건들을 자주 만들고 빌려주면서 산다.
테드 프랭클린 교장 (Principal Ted Franklin)
칼리와 친구들이 다니는 학교의 교장이다. 아이들에겐 따뜻하지만 못됀 선생님들 (브릭스 선생님 등) 에겐 엄격하다.

## 에피소드
| 시즌   | 에피소드 | 시즌 시작        | 시즌 종료       |
| ------ | -------- | ---------------- | --------------- |
| 시즌 1 | 25개     | 2007년 11월 8일  | 2008년 7월 25일 |
| 시즌 2 | 25개     | 2008년 11월 27일 | 2009년 8월 8일  |
| 시즌 3 | 20개     | 2009년 11월 12일 | 2010년 6월 26일 |
| 시즌 4 | 13개     | 2010년 7월 30일  | 2011년 6월 11일 |
| 시즌 5 | 11개     | 2011년 8월 13일  | 2012년 1월 21일 |
| 시즌 6 | 6개      | 2012년 3월 24일  | 2012년 6월 9일  |
| 시즌 7 | 9개      | 2012년 10월06일  | 2012년 11월23일 |

### TV 영화/스페셜
| 제목               | 방영일           |
| ------------------ | ---------------- |
| iCarly Saves TV    | 2008년 6월 13일  |
| iGo to Japan       | 2008년 11월 8일  |
| iDate A Bad Boy    | 2009년 5월 9일   |
| iFight Shelby Marx | 2009년 8월 8일   |
| iQuit iCarly       | 2009년 12월 5일  |
| iSaved Your Life   | 2010년 1월 18일  |
| iPsycho            | 2010년 7월 4일   |
| iGot a Hot Room    | 2010년 7월 30일  |
| iSam's Mom         | 2010년 11월 11일 |
| iGet Pranky        | 2010년 10월 25일 |

### TV 방영 히스토리
- 니켈로디언 2007년 9월 8일 - 2012년 11월 23일
- 틴닉 2007년 - 2009년